# Nélson Silva
Nélson Silva (Rio de Janeiro, 16 de junho de 1916 - 15 de março de 1983) foi um cantor, compositor, ator, produtor e radialista carioca, radicado no Rio Grande do Sul, conhecido por ser o autor do hino do Sport Club Internacional, clube de futebol da cidade de Porto Alegre.

## A chegada a Porto Alegre
Nélson chegou ao Rio Grande do Sul em 1943, quando excursionava com o conjunto musical "Águias da Meia-Noite". Encantou-se com a cidade e decidiu permanecer morando na capital gaúcha. Nélson foi diretor de departamento na antiga Rádio Farroupilha de Porto Alegre e na antiga TV Piratini. No teatro, atuou nas peças "Cristo" e "Auto da Compadecida". Na TV, contracenou nas novelas "A cabana do Pai Thomaz" e "A Mestiça". No cinema, participou do filme "Fúria Burlesca". Na Rádio Farroupilha, criou junto com J. Antônio D'Ávila, o mais famoso programa de rádio dos anos 50: "A Rádio - Sequência".

## O Internacional entra na sua vida
Nélson era torcedor do Clube de Regatas do Flamengo, mas tornou-se torcedor do colorado gaúcho, quando ao tentar assistir uma partida do seu clube contra o arqui-rival do Internacional, o Grêmio, foi impedido de entrar no jogo pois era negro e na época, questões raciais ainda eram um tabu em certas agremiações de Porto Alegre. Indignado, Nélson passou a torcer ferrenhamente para o Internacional, clube que desde 1928 aceitava jogadores negros em sua equipe e assim sendo possuia grande parcela de torcedores negros oriundos das classes trabalhadoras da sociedade portoalegrense. Esta relação do Internacional com as classes menos abastadas rendeu-lhe o apelido que carrega com muito orgulho até os dias de hoje: O Clube do Povo. Nélson chegou ao ponto de não aceitar gremistas em sua casa.

## A criação do hino colorado
No final dos anos 50, o Internacional sentiu a necessidade de ter um hino, uma canção formal de celebração dos sentimentos colorados. Abriu-se então um concurso, houve muitos candidatos, mas nenhum dos hinos satisfez a alma colorada como aquele que fizera numa tarde de sofrimento, o torcedor Nélson Silva.
O ano era 1957. Nélson estava esperando a sua namorada e futura esposa, Ieda, e nesta mesma tarde transcorria a partida entre Internacional contra o Clube Esportivo Aimoré, clube de futebol de São Leopoldo, cidade da região metropolitana da capital gaúcha. Nesta tarde o colorado desandava e perdia por 3 a 0 contra o clube capilé. Nélson, irritado com o atraso da namorada e com o resultado do jogo, sentou-se em uma mesa e começou a escrever um hino de louvação ao Inter, tão necessitado naquela tarde de derrota.
Começou por uma exaltação bem acima das vicissitudes de um jogo: "Glória do desporto nacional / Oh, Internacional que eu vivo a exaltar". E quando concluiu a última estrofe: ...com o Clube do Povo do Rio Grande do Sul" - teve a sensação de que ele seria cantado pelo torcedor.
Foi o que aconteceu, formalizando na rigorosa espontaneidade o dominante hino do clube - "Celeiro de Ases".
Nélson apresentou sua composição a Rui Vergara Corrêa, da Farroupilha e se inscreveu no concurso do clube colorado - saiu vencedor.
Nélson dizia que ser colorado e autor do hino do clube eram seus maiores patrimônios.
Nélson Silva, um dos próceres do clube gaúcho possui um espaço especial no Museu Rui Tedesco, pertencente ao Sport Club Internacional.